# Yvon Briant
Yvon Briant (Lesneven, 5 maggio 1954 – Calvi, 13 agosto 1992) è stato un politico francese, membro del Centro Nazionale degli Indipendenti e dei Contadini, deputato all'Assemblea nazionale ed europarlamentare.

## Biografia
Figlio di un operaio, Yvon Briant si arruolò nell'esercito francese all'École d'enseignement technique de l'armée de terre a Issoire, per poi prestare servizio nel 1º Reggimento Paracadutisti a Pau e come sommozzatore nella base di Aspretto ad Ajaccio, dove raggiunse il grado di sergente maggiore.
Nel 1978, all'età di ventiquattro anni, lasciò la vita militare e fondò una società a Dunkerque ed una nella Val-d'Oise, France Protection.
Attivista del Raggruppamento per la Repubblica, nel 1979 aderì al Carrefour de l'horloge e fu direttore di Contrepoint, una rivista trimestrale acquistata da Yvan Blot che rappresentò per alcuni anni l'organo non ufficiale del think tank.

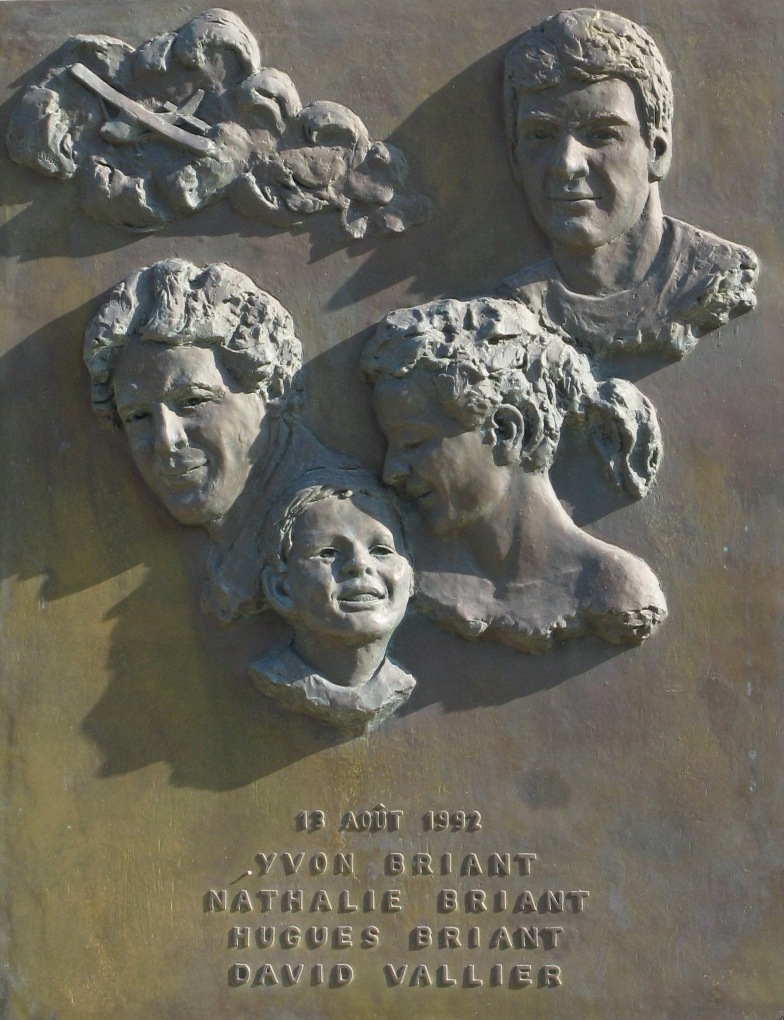
Placca commemorativa di Yvon Briant sulla Bocca di Marsolinu

A seguito delle elezioni del 1983, Briant lasciò il RPR in cerca di un'opposizione maggiore al governo socialista e si unì al CNIP, di cui fu considerato fin da subito un astro nascente e di cui divenne successivamente segretario generale nel 1986 e presidente nel 1989. La presidenza di Yvon Briant fu ricordata per aver donato un'immagine nuova al vecchio partito.
In occasione delle elezioni legislative del 1986, venne eletto deputato all'Assemblea nazionale in una lista congiunta tra CNIP e Fronte Nazionale. Venne eletto anche vicepresidente dell'assemblea, ma si dimise in polemica con gli alleati del FN; espulso dal gruppo del FN, si unì ai non iscritti insieme a Bruno Chauvierre. Il leader del FN, Jean-Marie Le Pen definì Chauvierre "un vero traditore" e Briant "un giovane imprudente che voleva andare più veloce della musica".
Alle presidenziali del 1988 sostenne la candidatura di Jacques Chirac. Dopo aver perso il seggio da deputato, si candidò alle europee del 1989 nella lista guidata da Valéry Giscard d'Estaing e risultò eletto al Parlamento europeo. Fu membro della commissione per gli affari esteri e la sicurezza, della commissione giuridica e per i diritti dei cittadini e della sottocommissione per la sicurezza e il disarmo.
Nel mese di marzo 1992 venne inoltre eletto membro del Consiglio regionale dell'Île-de-France. Ad aprile fu rieletto presidente del CNIP per un nuovo mandato biennale.
Il 13 agosto dello stesso anno, impegnato nella campagna per la ratifica del Trattato di Maastricht, Briant prese un aereo dall'aeroporto di Calvi Sainte-Catherine; il velivolo fu tuttavia abbattuto dal vento, si schiantò su una collina nei pressi della Bocca di Marsolinu e prese fuoco. Yvon Briant rimase ucciso insieme a sua moglie Nathalie, direttrice generale del gruppo NRJ, al loro unico figlio Hugues, di otto anni, e al pilota David Vallier. Al momento della scomparsa, Yvon Briant aveva compiuto da poco trentotto anni.